# L'amore è novità
L'amore è novità (Love Is News) è un film del 1937 diretto da Tay Garnett.
È una commedia a sfondo romantico statunitense con Loretta Young, George Sanders, Tyrone Power e Don Ameche. È incentrato sulle vicende di Stephen "Steve" Leyton, un giornalista che intreccia una complicata storia sentimentale con la ricca ereditiera Tony Gateson. Nel 1948 ne è stato prodotto un remake, Quel meraviglioso desiderio.

## Trama
Per liberarsi dei giornalisti che la perseguitano, una giovane miliardaria dichiara di essersi fidanzata con uno di loro. Divenuto il bersaglio dei colleghi, lui cerca di vendicarsi, ma l'amore sistema tutto.

## Produzione
Il film, diretto da Tay Garnett su una sceneggiatura di Harry Tugend, Jack Yellen e Allen Rivkin con il soggetto di William R. Lipman e Frederick Stephani, fu prodotto da Earl Carroll e Harold Wilson, come produttori associati, per la Twentieth Century Fox Film Corporation e girato nei 20th Century Fox Studios a Century City, Los Angeles, in California dall'ottobre al novembre 1936.

## Colonna sonora
- Love Is News (1936) - musica di Lew Pollack, parole di Sidney D. Mitchell
- The Prisoner's Song (1924) - musica e parole di Guy Massey, cantata da Loretta Young e Tyrone Power
- The Man on the Flying Trapeze (1867) - musica di Gaston Lyle, parole di George Leybourne, cantata da Tyrone Power
- Thanks a Million (1935) - musica di Arthur Johnston

## Distribuzione
Il film fu distribuito con il titolo Love Is News negli Stati Uniti dal 26 febbraio 1937 al cinema dalla Twentieth Century Fox Film Corporation.
Altre distribuzioni:
- in Francia il 22 aprile 1937 (L'amour en première page)
- nei Paesi Bassi il 14 maggio 1937 (Het laatste nieuws is liefde)
- in Finlandia il 12 settembre 1937 (Oh, millainen sulhanen)
- in Germania nel dicembre del 1937 (Der Liebesreporter)
- in Danimarca il 7 febbraio 1938 (Sidste skandale-nyt)
- in Portogallo il 15 novembre 1939 (Feitiço Contra Feiticeiro)
- in Francia il 26 dicembre 2012 (redistribuzione)
- in Austria (Der Liebesreporter)
- in Spagna (Amor y periodismo)
- in Grecia (Pro pantos o eros)
- in Brasile (Quem Ama... Castiga!)
- in Italia (L'amore è novità)

## Critica
Secondo il Morandini il film è una "piacevole e briosa commedia" che può vantare il ritmo veloce e una sceneggiatura brillante.